# Magura község
Magura község (románul: Comuna Măgura Ilvei) község Beszterce-Naszód megyében, Romániában. Központja Magura, hozzá tartozik Arsicatelep.

## Népessége
A 2011-es népszámlálás adatai alapján a község népessége 1821 fő volt.